# Hylaeus asiaticus
Hylaeus asiaticus is een vliesvleugelig insect uit de familie Colletidae. De wetenschappelijke naam van de soort is voor het eerst geldig gepubliceerd in 1896 door Dalla Torre.